# Serrières (Saona y Loira)
 Serrières  es una población y comuna francesa, en la región de Borgoña, departamento de Saona y Loira, en el distrito de Mâcon y cantón de Tramayes.

## Demografía

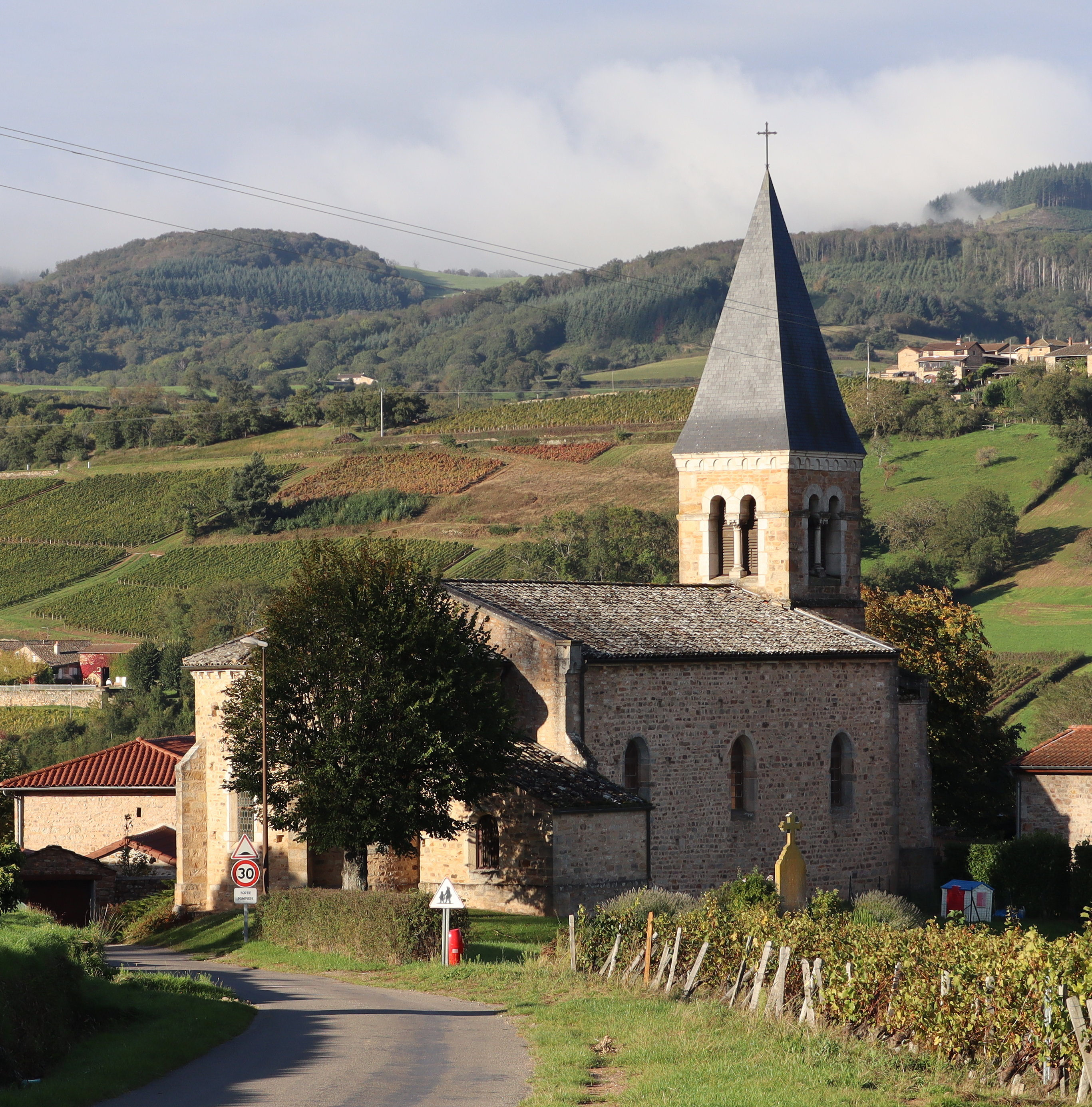
Église Saint-Jacques-le-Majeur

| 262 | 196 | 220 | 261 | 266 | 265 |
| Para los censos de 1962 a 1999 la población legal corresponde a la población sin duplicidades (Fuente: INSEE [Consultar]) |     |     |     |     |     |